# Clement Claiborne Clay

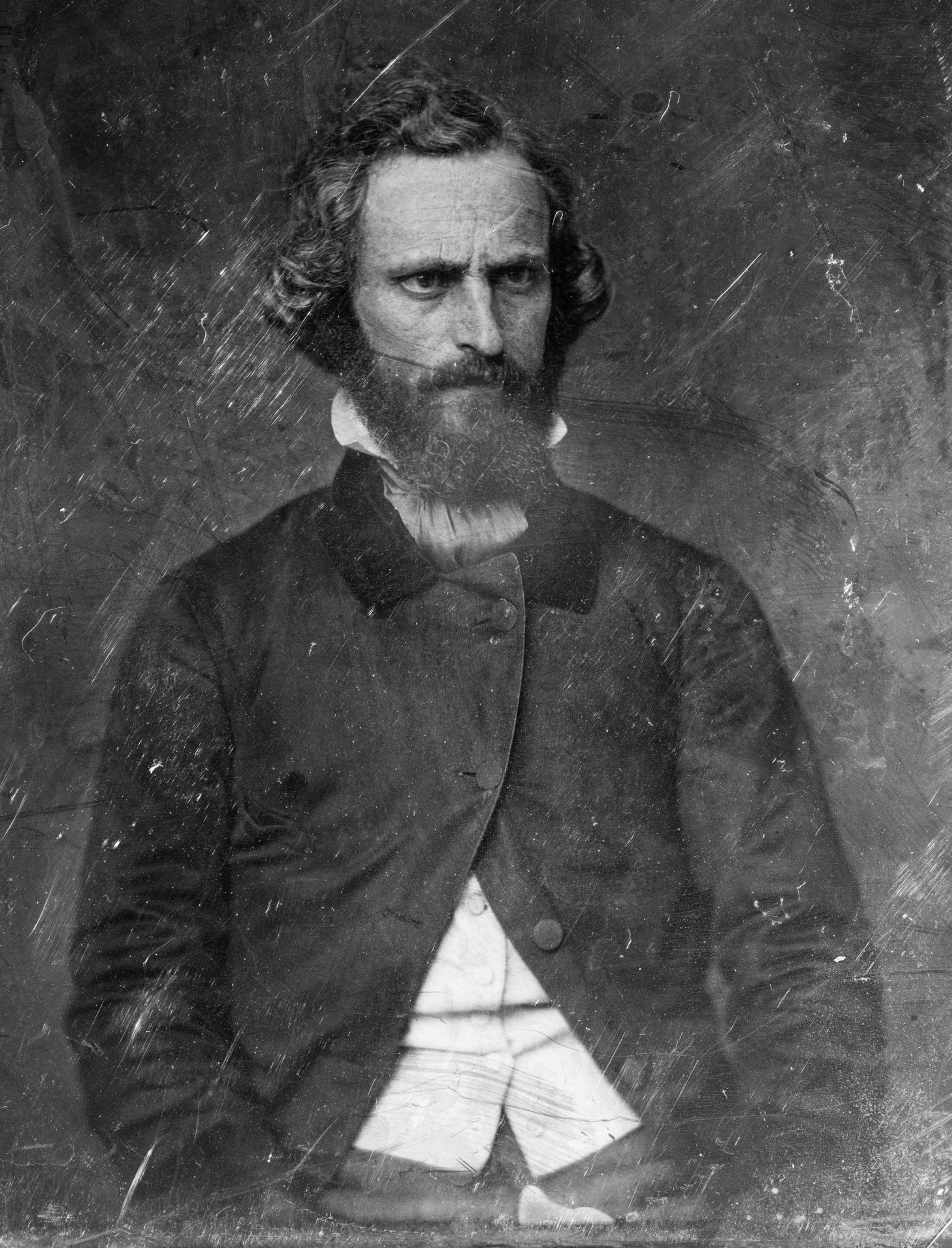
Clement Claiborne Clay (Mathew B. Brady, zwischen 1844 und 1860)

Clement Claiborne Clay (* 13. Dezember 1816 in Huntsville, Alabama; † 3. Januar 1882 in Gurley, Alabama) war ein US-amerikanischer Politiker (Demokratische Partei). Er vertrat den Bundesstaat Alabama im US-Senat und im Konföderiertenkongress.
Clay entstammte einer Familie, die mehrere bekannte Politiker hervorbrachte. Er war der älteste Sohn von Clement Comer Clay, der als Senator und Gouverneur von Alabama amtierte; sein Cousin Henry Clay war der Kopf der Whig Party.
Er besuchte die University of Alabama und graduierte dort 1834. 1839 erwarb er einen Jura-Abschluss von der University of Virginia, woraufhin er im folgenden Jahr in die Anwaltskammer von Alabama aufgenommen wurde.
Politisch betätigte er sich zunächst im Repräsentantenhaus von Alabama, dem er 1842, 1844 und 1845 angehörte. Danach war Clay von 1848 bis 1850 Richter am Bezirksgericht des Madison County. 1850 bewarb er sich erfolglos um einen Sitz im US-Repräsentantenhaus; dafür wurde er 1853 in den Senat in Washington gewählt. Ursprünglich hätte die Amtszeit dort schon am 4. März 1853 begonnen; da der Versuch der Staatslegislative Alabamas, einen Senator zu wählen, zunächst aber gescheitert war, nahm Clay sein Mandat erst ab dem 29. November desselben Jahres wahr.
Nachdem Alabama den Austritt aus der Union vollzogen hatte und den Konföderierten Staaten beigetreten war, legte Clay sein Mandat im Senat am 21. Januar 1861 nieder. Stattdessen wurde er in den Konföderiertensenat gewählt, dem er von 1862 bis 1864 als Vertreter Alabamas angehörte. Er gehörte zu den prominentesten Politikern des kurzlebigen Staates, weshalb sein Porträt auch auf der CSA-Ein-Dollar-Note zu sehen war.
Nach dem Krieg wurde Clay verdächtigt, an der Ermordung von US-Präsident Abraham Lincoln beteiligt gewesen zu sein. Daraufhin wurden er und seine Frau Virginia Clay ein Jahr lang im Fort Monroe gefangen gehalten. Später hatte diese eine Affäre mit Jefferson Davis, die publik wurde.